# Красный Сулин (остановочный пункт)
Красный Сулин — железнодорожная станция Ростовского региона Северо-Кавказской железной дороги, находящаяся в городе Красный Сулин Ростовской области.
В черте города Красный Сулин имеются две станции:
- Сулин — где останавливаются поезда дальнего следования и электропоезда, и
- Красный Сулин (рядом с автостанцией) — где делают остановку только электропоезда-экспрессы и обычные электропоезда.[1]